# Nicola Francesco Haym
Nicola Francesco Haym   (Roma, 6 de juliol de 1678 - Londres, 31 de juliol de 1729) fou un literat i compositor musical alemany d'origen italià.
Va fer un excel·lents estudis i es dedicà principalment a la poesia i a la música. El 1704 es traslladà a Londres, on, en unió de Clayton i Charles Dieupart, treballa per aclimatar l'òpera italiana a Anglaterra, estrenant les de la seva composició Camilla (1706) i Etearco (1711). A més, adaptà diverses òperes italianes que es cantaven en anglès i en italià, fins que l'arribada de Handel donà un cop mortal a l'empresa.
Haym passà a Holanda, però poc temps després tornà a Londres i entrà en relacions amb Handel, pel qual va escriure diversos llibrets (com ara el de Rodelinda). A més, deixà, dues col·leccions de Sonates per a dos instruments i una Notizie de libri rari nella lingua italiana (1726).